# Chico Novarro

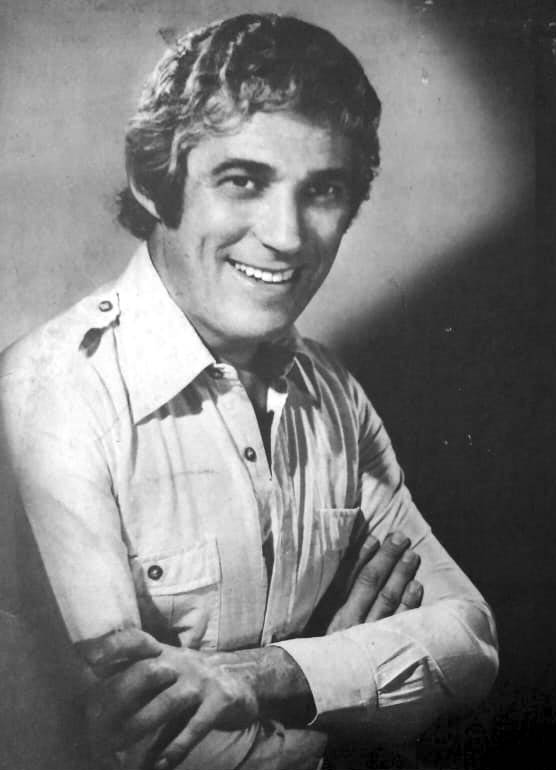
Chico Navarro, 1975

Chico Novarro (Bernardo Mitnik; * 4. September 1933 in Santa Fe; † 18. August 2023 ebenda) war ein argentinischer Singer-Songwriter.

## Leben
Novarros Vater Albert Mitnik stammte aus der Ukraine, seine Mutter María Lerman war eine aus Rumänien stammende Jüdin. Die Eltern kamen 1923 mit ihren ältesten Töchtern nach Argentinien. Dort wurde Bernardo 1933 in Santa Fe geboren, wo er bis 1945 lebte. Da er an Asthma litt, zog die Familie wegen der besseren Luft nach Deán Funes im Norden der Provinz Córdoba. Im Alter von vierzehn Jahren trat er parallel als Jazzschlagzeuger unter dem Namen Miki Lerman und als Tangosänger auf.
Novarro besuchte die Handelsschule und wurde Mitarbeiter in einem Buchhaltungsbüro. 1951 kam er als Bongospieler und Schlagzeuger einer Musikgruppe mit einer Rumbatänzerin zum ersten Mal nach Buenos Aires. 1955 bewarb er sich vergeblich um eine Stelle als Sänger im Orchester von Horacio Salgán; als seinen Künstlernamen schlug er Mario Bernal vor. Ab 1962 trat er mit einer Combo, die Música Tropical spielte, im El Club del Clan auf. Deren Inhaber Ricardo Mejía, ein Mitarbeiter des Labels RCA-Victor, erfand für ihn den Künstlernamen Chico Novarro als Gegenstück zu Largo Novarro, mit dem er als Duo auftrat. In dieser Formation nahm er die Titel El orangután und El camaleón auf.
Seinen ersten Tango Nuestro balance komponierte Novarro 1965 auf einer Busfahrt. Er sang ihn beim Festival del Parque del Plata in Uruguay und wurde dort mit einem Preis ausgezeichnet. Es folgten Titel wie Cantata a Buenos Aires (1970), Cordón und Ende der 1970er Jahre El último round, Sueño de cupé und die Milonga Mi negro volvé – alle nach eigenen Texten. 1980 nahm er die LP Por Fin al Tango auf.
1981 schrieben er und Eladia Blázquez den Tango Convencernos, in dem sie nationalistische Parolen der Militärdiktatur aufgriffen. Später schrieb er u. a. die Texte zu Héctor Stamponis Somos los ilusos, Nadie mejor que vos und Minas de Buenos Aires, zu Rubén Juárez’ Se Juega und zu Eladia Blázquez’ Pazzia. Seinerseits komponierte er Se te hace tarde, Amor de juguete und Por ejemplo nach Texten von Federico Silva und mit Mandy (Amanda Velasco) den Titel Salón para familias. Außerdem wirkte Novarro an mehreren Filmen und Fernsehserien als Komponist und als Schauspieler mit.
Novarro starb Mitte August 2023 im Alter von 89 Jahren.